# Sawin (Lublin)
Sawin is een dorp in het Poolse woiwodschap Lublin, in het district Chełmski. De plaats maakt deel uit van de gemeente Sawin en telt ca. 2200 inwoners.

## Geschiedenis
In de Tweede Wereldoorlog was bij het dorp het nazi-werkkamp kamp Sawin. Het kamp werd gesticht voor slaven die de waterloop van de beken moesten reguleren. Tijdens Aktion Reinhard ressorteerde het kamp onder kamp Sobibor.